# Sanbornton

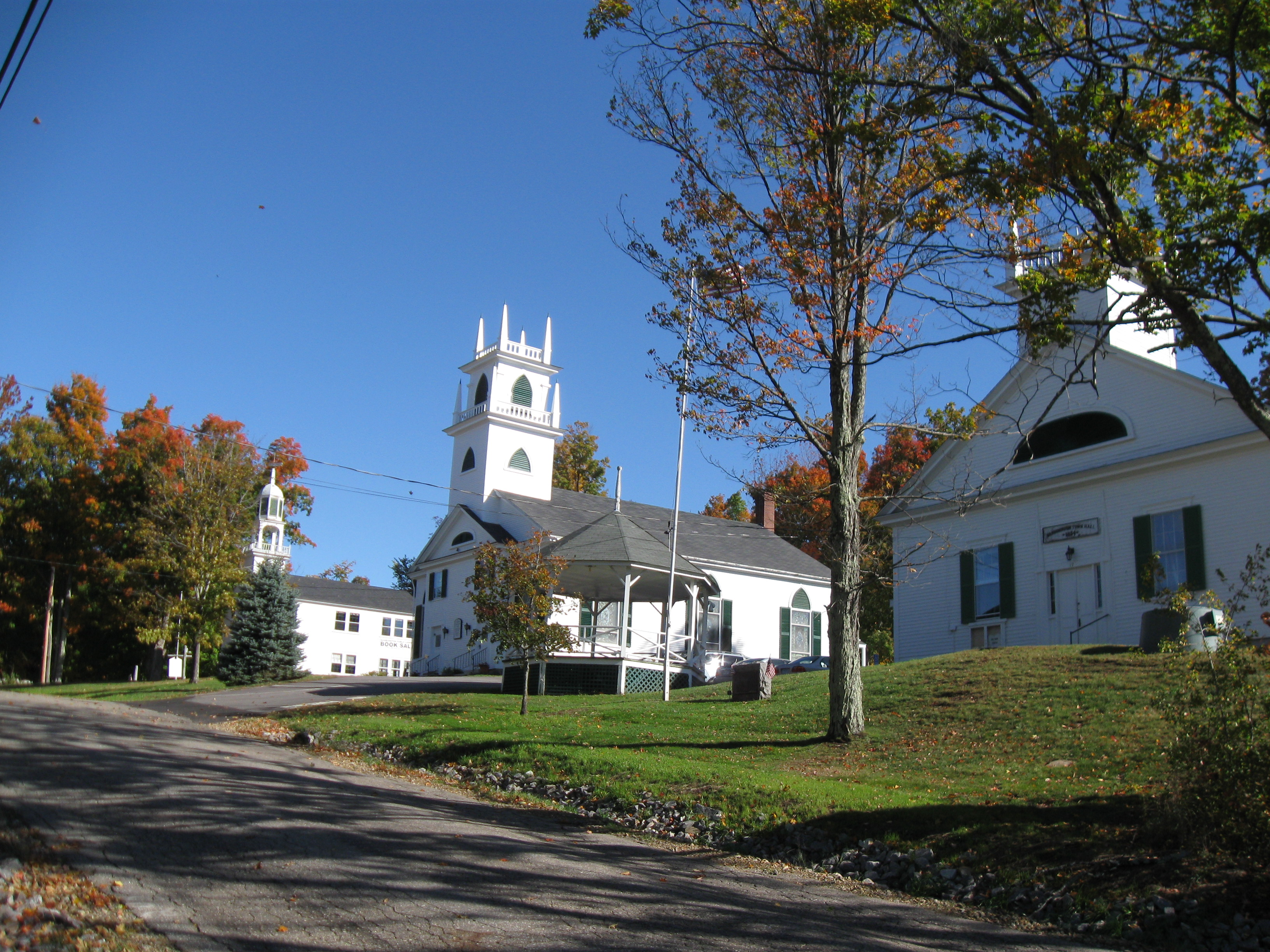
Sanbornton Square

Sanbornton är en kommun (town) i Belknap County i delstaten New Hampshire, USA med 2 979 invånare (2018). 1748 fick nybyggare från Hapmton, Exeter och Stratham med bland annat familjen Sanborn tillstånd att bosätta sig vid floden Winepessocky. Sanbornton fick stadsrättigheter 1770.